# Power Rangers Hyperforce
Power Rangers Hyperforce é um RPG da franquia Power Rangers com transmissão ao vivo pelo serviço de mídia social e comunidade Twitch no canal Hyper RPG. Exibidos um total de 25 episódios, com três horas de partidas de RPG de mesa, interagindo com fãs de todo o mundo.

## Sinopse
O ano é de 3016 e se passa na Academia da Força do Tempo, onde uma equipe de cadetes da Força do Tempo deverão se unir para enfrentar um antigo inimigo que está pronto para acabar com o tecido do universo. Liderados pela sua mentora, Jen Scotts, e com a Game Master, Malika Lim, os recrutados e agora rangers irão cruzar o tempo e o espaço para assim, completar sua missão enquanto visitam muitas eras familiares ao longo do caminho.

## Elenco
| Ator            | Personagem               | Personagem                  | Zord     |
| Ator            | Alter ego                | Ranger                      | Zord     |
| --------------- | ------------------------ | --------------------------- | -------- |
| Peter Sudarso   | Marvin "Marv" Shih       | Ranger HyperForce Vermelho  | Leão     |
| Andre Meadows   | Edward "Eddie" Banks XXV | Ranger HyperForce Azul      | Serpente |
| Paul Schrier    | Jack Thomas              | Ranger HyperForce Amarelo   | Carneiro |
| Cristina Vee    | Vesper Vasquez           | Ranger HyperForce Preto     | Cérbero  |
| Meghan Camarena | Chloe Ashford            | Ranger HyperForce Rosa      | Fênix    |
| Yoshi Sudarso   | Joseph "Joe" Shih        | Ranger Força do Tempo Prata | Nenhum   |
| Yoshi Sudarso   | Joseph "Joe" Shih        | Ranger HyperForce Verde     | Hydra    |